# Jean-Claude Fontinoy
Jean-Claude Fontinoy (Ciney, 1 mei 1945) is een Belgisch bestuurder. Van 2013 tot 2021 was hij voorzitter van de raad van bestuur van de Nationale Maatschappij der Belgische Spoorwegen (NMBS).
Fontinoy wordt beschouwd als een "meesterfikser", die de voorbije decennia steevast opdook in de grote dossiers van verkoop van overheidsvastgoed, zoals de Financietoren in Brussel, waar vaak een zweem van corruptie en fraude rond hing.

## Levensloop

### Didier Reynders
Fontinoy werkte als ingenieur bij de Nationale Maatschappij der Belgische Spoorwegen (NMBS) en was in de jaren 1980 voorzitter van het socialistische syndicaat van de spoorwegingenieurs. In deze periode leerde hij Didier Reynders (MR) kennen, toenmalig voorzitter van de raad van bestuur van de NMBS. Fontinoy wordt sindsdien als de rechterhand en trouwste medewerker van Reynders beschouwd. Hij werkte ook op het kabinet van Reynders, wanneer deze in 1999 minister van Financiën werd en in 2004 vice-eersteminister. In 2011 werd Reynders minister van Buitenlandse Zaken en verhuisde Fontinoy mee naar dit ministerie, waar hij meehielp aan de reorganisatie van Belgische ambassades in het buitenland. Hij was ook bestuurder van Belgocontrol.
In 1995 werd hij betrapt op bedrijfsspionage. Hij had het investeringsplan van de NMBS, een strategisch document in handen van gedelegeerd bestuurder Etienne Schouppe, gestolen en gekopieerd. Hij ging vervolgens na onderhandelen met de NMBS om medische redenen op pensioen.

### Aanwezigheid politieke topontmoetingen
Fontinoy was meermaals aanwezig bij politieke topontmoetingen als lid van de MR-delegatie. Zo was hij in juni 2010 aanwezig op een ontmoeting van Reynders met sp.a-kopstuk Johan Vande Lanotte in het Brusselse restaurant L'Ecailler du Palais en organiseerde hij een ontmoeting tot verzoening tussen Reynders en Joëlle Milquet (cdH). In augustus 2010 was hij aanwezig op een ontmoeting tussen de N-VA en de MR in restaurant Bruneau in Ganshoren, samen met Reynders, Bart De Wever, Siegfried Bracke en Koen Blijweert. In januari 2018 was Fontinoy opnieuw aanwezig bij een topontmoeting met Reynders, De Wever en Jan Jambon, opnieuw in restaurant Bruneau.

### Terugkeer naar de NMBS
Fontinoy werd met behulp van Reynders in november 1999 bestuurder van de NMBS en volgde in juni 2001 de overleden François Cammarata op als ondervoorzitter van de NMBS onder het voorzitterschap van Etienne Schouppe. Hij was tot de komst van topman Karel Vinck in 2002 bestuurder en ondervoorzitter van de NMBS, maar werd met de splitsing van NMBS in januari 2005 bestuurslid van de NMBS-Holding. In januari 2005 werd hij voorzitter van de raad van bestuur van de NMBS-Holding. Wegens het bereiken van de leeftijdgrens van 65 jaar moest Fontinoy normaal in 2010 ontslag nemen als voorzitter van de NMBS-Holding, maar opdat hij deze functie zou kunnen blijven uitoefenen, werd de wet hieromtrent aangepast, waardoor ook wel eens van de wet-Fontinoy wordt gesproken. Hiernaast was hij ook adviseur bij de overheidsdienst Regie der Gebouwen en kabinetsadviseur van minister van Begroting Olivier Chastel (MR). In september 2013 werd Fontinoy voorzitter van de raad van bestuur van NMBS in opvolging van Laurence Bovy. Fontinoy was ook voorzitter van de NMBS-dochteronderneming Eurogare.

### Conflicten bij de NMBS
In 2015 kwam Fontinoy in conflict met NMBS-topman Jo Cornu vanwege het hervormingsplan van de NMBS, Fontinoy's bemoeienissen met diverse vastgoeddossiers en de activiteiten van de vastgoeddochters van de NMBS, waar Fontinoy nauw bij betrokken was. Hij zou ook al in onvrede zijn geweest met Jacqueline Galant (MR), federaal minister bevoegd voor de NMBS. In april 2015 werd bekendgemaakt dat hij een team van 14 kabinetsmedewerkers, waaronder twee chauffeurs, ter beschikking had, wat de NMBS jaarlijks 1 miljoen euro kostte. Fontinoy kreeg veel kritiek te verduren, onder meer vanwege een vernietigende audit en zijn conflicten met Cornu en Galant. Hij zou ook op kosten van NMBS-vastgoeddochter Eurostation naar een vastgoedbeurs in Cannes hebben gereisd en daar voor gemiddeld 1.500 tot 2.000 euro per nacht op hotel zijn verbleven. Ook in oktober 2017 kwam hij in conflict met NMBS-topvrouw Sophie Dutordoir nadat ze had geëist dat de politiek benoemde raad van bestuur enkel nog de leden van het directiecomité zou benoemen en zich verder niet zou bemoeien met normale benoemingen of aanbestedingen, waardoor Fontinoy's rol als voorzitter zou worden ingeperkt. Fontinoy werd door alle voorgangers van Dutordoir bekritiseerd omdat hij vanuit zijn voorzittersfunctie enkel maar ellende voor de NMBS zou hebben veroorzaakt. In mei 2018 werd het conflict tussen Fontinoy en Dutordoir nog groter doordat deze laatste ook de omstreden vastgoeddochterondernemingen van de NMBS opdoekte, waardoor Fontinoy zich met nog minder dossiers zou kunnen bemoeien.
Fontinoy werd in mei 2021 als NMBS-voorzitter door Thibaut Georgin opgevolgd.

### Beschuldigingen van corruptie
In mei 2017 verscheen Fontinoy voor de parlementaire onderzoekscommissie rond de zaak-Chodiev (Kazachgate), waar hij tegenstrijdige verklaringen aflegde inzake zijn contacten met Jean-François Etienne des Rosaies, die vanuit Frankrijk met de zaak-Chodiev betrokken was.Eind 2019 werd hij beschuldigd van betrokkenheid bij de affaire.
Hij volgde eind 2010 de overleden Philippe Wilmès op als voorzitter van de Belgische Maatschappij voor Internationale Investering, die met fiscale ontwijking in november 2017 in de Paradise Papers opdook.
In april 2019 beschuldigde een voormalig inspecteur van Staatsveiligheid Fontinoy en Reynders van verregaande corruptie en witwassen. Het Brusselse parket opende een opsporingsonderzoek naar Reynders, maar seponeerde de zaak in september dat jaar. Er werd beschuldigd voor corruptie in dossiers zoals de verhuis van de federale politie naar het Rijksadministratief Centrum, de bouw van de Belgische ambassade in Kinshasa, de bevroren Libische miljarden en Kazachgate.
In november 2019 opende het parket van Namen een opsporingsonderzoek naar Fontinoy. Dit onderzoek zou zich toeleggen op de vzw Les Plus Beaux Villages de Wallonie en mogelijks uitbetaalde steekpenningen. Deze zouden zijn betaald door drie bedrijven, waaronder twee dochterondernemingen van de holding Ackermans & van Haaren van Luc Bertrand, nadat de dochter van deze laatste, Alexia Bertrand, in 2015 de nieuwe kabinetschef van Reynders werd.
In februari 2021 werd hij beschuldigd in 2017 50.000 euro smeergeld te hebben aangenomen van zakenman Aldo Vastapane om een politieke oplossing te vinden voor prins Laurent in het dossier rond geblokkeerde Libische fondsen.
In april 2021 schreef onderzoeksjournalist Philippe Engels in zijn boek Le clan Reynders dat Fontinoy in zijn hoedanigheid als voorzitter chauffeurs van de NMBS gevraagd zou hebben om campagnemateriaal van Reynders te verspreiden bij de lokale verkiezingen van 2012 en de federale verkiezingen van 2014.

## Overige activiteiten
Fontinoy woont sinds 1996 op de kasteelhoeve Tour de Royer in Mozet (gemeente Gesves) en is antiekverzamelaar en -handelaar. Het dorpje Mozet werd door de vzw Les Plus Beaux Villages de Wallonie tot een van de mooiste dorpen in Wallonië uitgeroepen, een vzw waarvan Fontinoy ondervoorzitter is.